# Mysz karłowata
Mysz karłowata (Mus minutoides) – gatunek gryzonia z rodziny myszowatych, występujący w Afryce Południowej i prawdopodobnie w Środkowej.

## Klasyfikacja
Gatunek został opisany naukowo w 1834 roku przez A. Smitha. Należy on do podrodzaju Nannomys, podobnie jak bardzo podobna do niej mysz subsaharyjska (M. musculoides). Te dwa gatunki tworzą kompleks, ich relacja nie została jeszcze rozwikłana przez zoologów; przez to północna granica zasięgu tego gryzonia nie jest dobrze określona.

## Biologia
Mysz karłowata żyje w Republice Południowej Afryki, Suazi, Zimbabwe, Zambii, Mozambiku, Malawi i południowej Angoli. Zwierzęta występujące na obszarze od Tanzanii do Sudanu Południowego i przez Demokratyczną Republikę Konga do Republiki Środkowoafrykańskiej na północy, mogą być przedstawicielami tego gatunku lub myszy subsaharyjskiej. Żyje na wysokościach do 2400 m n.p.m. Najczęściej spotykana na sawannach, obszarach trawiastych i formacji fynbos, także na terenach skalistych, nad rzekami i okresowymi jeziorami; występuje na przedmieściach, lecz rzadko wkracza do zabudowań.

## Populacja
Mysz karłowata jest pospolita, lokalnie populacja osiąga gęstość do 28 osobników na hektar. Jej populacja jest stabilna, występuje na rozległym obszarze, w tym w wielu obszarach chronionych. Jest uznawana za gatunek najmniejszej troski.